# Kanzel (Marcillé-Robert)

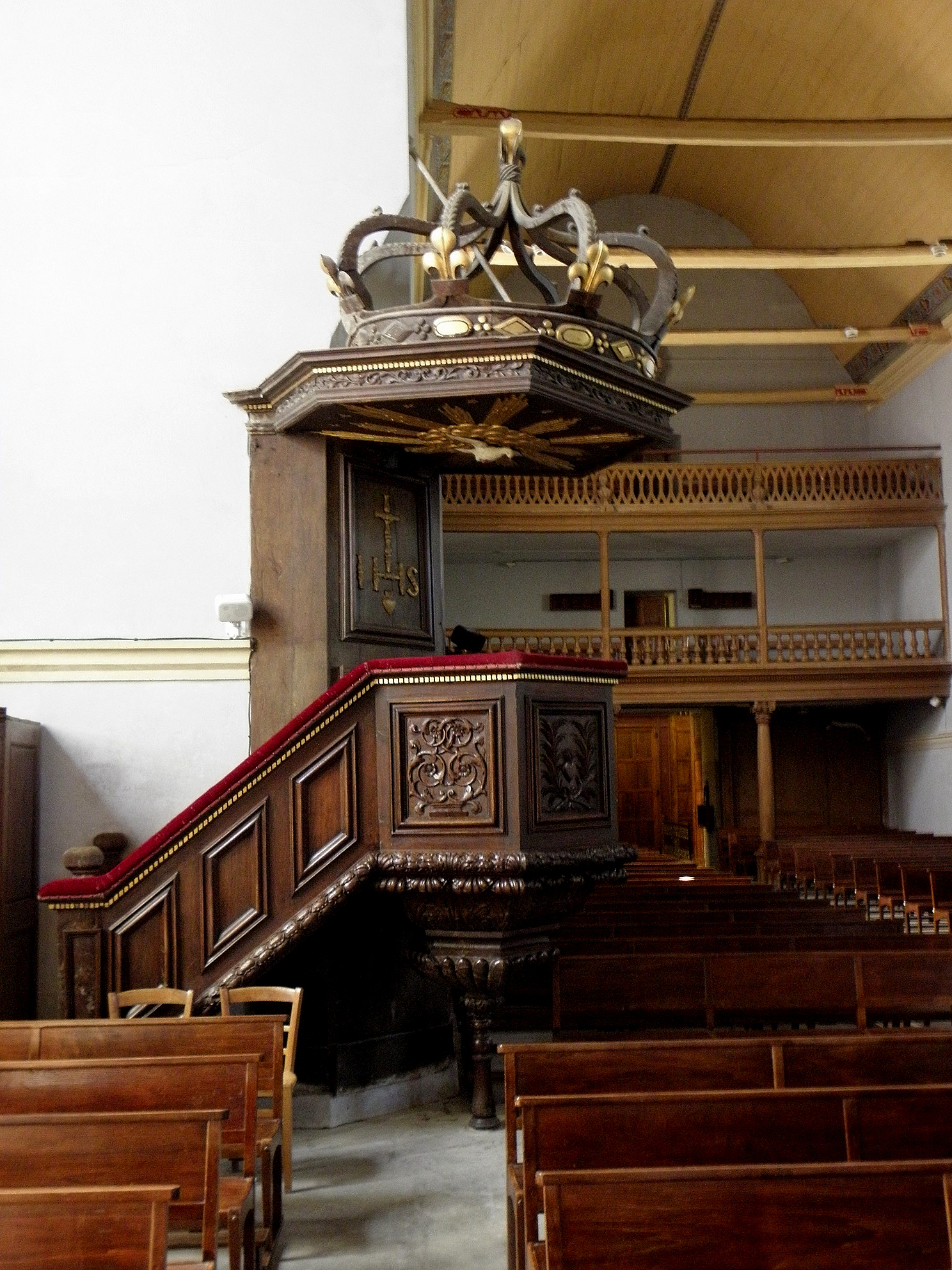
Kanzel in Marcillé-Robert

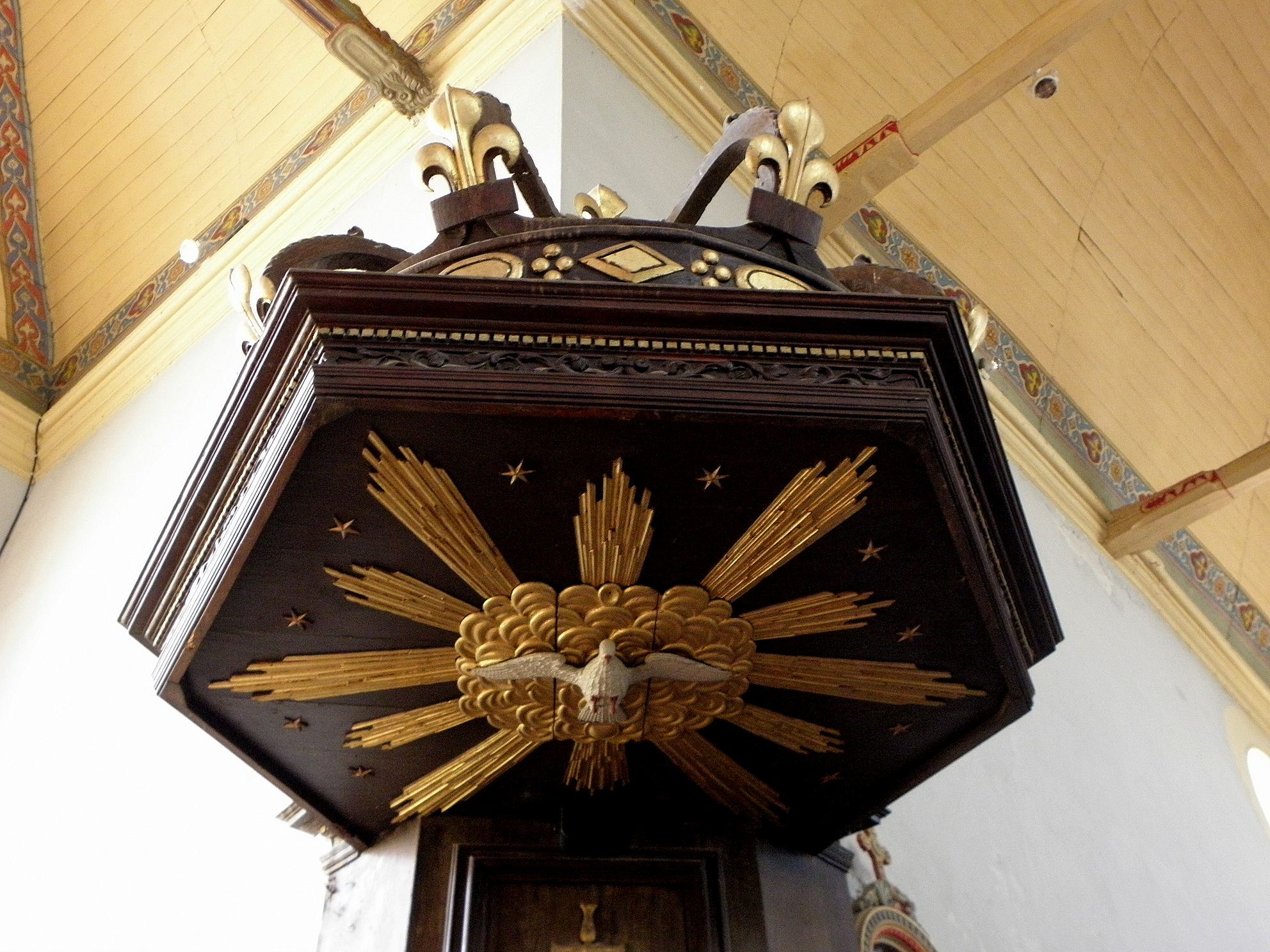
Unterseite des Schalldeckels mit Heiliggeisttaube

Die Kanzel in der katholischen Kirche St-Ouen in Marcillé-Robert, einer französischen Gemeinde im Département Ille-et-Vilaine in der Region Bretagne, wurde im 17. Jahrhundert geschaffen. Die fünf Meter hohe Kanzel wurde 1988 als Monument historique in die Liste der geschützten Objekte (Base Palissy) in Frankreich aufgenommen.
Die hölzerne Kanzel besitzt einen Schalldeckel mit einer Krone aus teilweise vergoldetem Metall. An der Unterseite ist eine Heiliggeisttaube angebracht. 
Der Kanzelkorb ist mit mehreren Reliefs in Form von Pflanzenmotiven geschmückt. Über eine hölzerne Treppe mit einem Handlauf aus Stoff erreicht man die Kanzel.